# Бат-Очирин Болортуяа
Бат-Очирин Болортуяа (15 травня 1997 , Кобдо ) — монгольські борчиня вільного стилю, бронзова призерка чемпіонатів світу, бронзова призерка Олімпійських ігор 2020.

## Спортивні результати на міжнародних змаганнях

### Виступи на Олімпіадах
| Змагання                    | Збірна   | Вагова категорія          | Місце  |
| --------------------------- | -------- | ------------------------- | ------ |
| Літні Олімпійські ігри 2020 | Монголія | жіноча боротьба, до 53 кг | Бронза |

### Виступи на Чемпіонатах світу
| Змагання                        | Збірна   | Вагова категорія          | Місце  |
| ------------------------------- | -------- | ------------------------- | ------ |
| Чемпіонат світу з боротьби 2019 | Монголія | жіноча боротьба, до 53 кг | Бронза |
| Чемпіонат світу з боротьби 2021 | Монголія | жіноча боротьба, до 53 кг | 11     |

### Виступи на інших змаганнях
| Змагання                                                      | Збірна   | Вагова категорія          | Місце  |
| ------------------------------------------------------------- | -------- | ------------------------- | ------ |
| Відкритий чемпіонат Монголії з боротьби 2017                  | Монголія | жіноча боротьба, до 55 кг | Бронза |
| Гран-прі «Іван Яригін» 2018                                   | Монголія | жіноча боротьба, до 55 кг | 15     |
| Гран-прі «Іван Яригін» 2019                                   | Монголія | жіноча боротьба, до 55 кг | Бронза |
| Відкритий чемпіонат Монголії з боротьби 2019                  | Монголія | жіноча боротьба, до 53 кг | Срібло |
| Кубок Президента Бурятії з боротьби 2019                      | Монголія | жіноча боротьба, до 57 кг | 8      |
| Відкритий чемпіонат Польщі з боротьби 2019                    | Монголія | жіноча боротьба, до 53 кг | 5      |
| Кубок світу з боротьби 2019                                   | Монголія | команда                   | 4      |
| Гран-прі «Іван Яригін» 2020                                   | Монголія | жіноча боротьба, до 53 кг | Бронза |
| Азійський олімпійський кваліфікаційний турнір з боротьби 2021 | Монголія | жіноча боротьба, до 68 кг | Золото |
| Гран-прі «Іван Яригін» 2022                                   | Монголія | жіноча боротьба, до 53 кг | Золото |
| Турнір Яшара Догу 2022                                        | Монголія | жіноча боротьба, до 53 кг | Золото |

### Виступи на змаганнях молодших вікових груп
| Змагання                                      | Збірна   | Вагова категорія          | Місце  |
| --------------------------------------------- | -------- | ------------------------- | ------ |
| Чемпіонат світу з боротьби серед юніорів 2017 | Монголія | жіноча боротьба, до 53 кг | 18     |
| Чемпіонат світу з боротьби серед молоді 2017  | Монголія | жіноча боротьба, до 55 кг | 10     |
| Чемпіонат світу з боротьби серед молоді 2018  | Монголія | жіноча боротьба, до 55 кг | 5      |
| Чемпіонат Азії з боротьби серед молоді 2019   | Монголія | жіноча боротьба, до 55 кг | Бронза |